# El Vol del Pollastre
El Vol del Pollastre és una companyia de teatre de Banyoles, Pla de l'Estany, nascuda el desembre de 2009. Han sigut els responsables de l'espectacle promocional dels carnestoltes de Banyoles dels anys 2010, 2011, 2012 i 2013, la 4a Fira del Món del Foc celebrada a Banyoles el 2014, així com altres espectacles de petit format vinculats a esdeveniments culturals de la ciutat de Banyoles.
El 2011 estrenen la seva primera obra de gran format al Teatre Municipal de Banyoles. Júlia?, sota la direcció de Clàudia Cedó, una obra de creació pròpia inspirada en el 1984 de George Orwell que defineixen com una tragicomèdia sobre les xarxes socials. El 2013 estrenen De petits tots matàvem formigues de nou amb la direcció de Clàudia Cedó, a la Factoria d'Arts Escèniques. Aquesta segona obra, també de creació pròpia, és un western amb tocs de cinema negre. Totes dues obres s'han representat també a Girona: Júlia? al Centre Cultural la Mercè i De petits tots matàvem formigues a la Sala independent de teatre La Planeta.

## Premis
- Primer premi (Catalunya) per De petits tots matàvem formigues. 11ns Premios Buero de Teatro Joven. 2014.[14][15]
- Millor escenografia (Catalunya) per De petits tots matàvem formigues. 11ns Premios Buero de Teatro Joven. 2014.[15]